# سیارک ۱۰۹۶۹
سیارک ۱۰۹۶۹ (به انگلیسی: 10969 Perryman، نامگذاری:4827T-1) ده هزار و نهصد و شصت و نهمین سیارک کشف شده‌است که در ۱۳ مه ۱۹۷۱ کشف شد.
قدر مطلق سیارک برابر ۲۹.۵ است.